# 羅伯茨委員會
羅伯茨委員會（英語：Roberts Commissions），總統任命的兩個委員會之一是與日本偷襲珍珠港的情況有關的委員會。另一個委員會與二戰期間和戰後的文化資源保護有關。這兩個委員會均由最高法院大法官歐文·約瑟夫·斯羅伯茨擔任主席。

## 第一屆羅伯茨委員會
第一個羅伯茨委員會是由總統任命的委員會，於1941年12月成立，即日本襲擊珍珠港後不久，其職責是調查和報告與襲擊相關的事實。該委員會由美國最高法院副法官歐文·羅伯茨領導，因此被稱為羅伯茨委員會。該委員會裁定珍珠港指揮官、海軍上將哈斯本·金梅爾和沃爾特·肖特將軍犯有「玩忽職守」罪。它免除了夏威夷空軍指揮官弗雷德里克·L·馬丁少將的責任，他在襲擊發生後立即被解除了指揮權，而他的海軍指揮官帕特里克·N·L·貝林格少將（尚未被解除）則以簡單的陳述「下級指揮官執行了上級的命令」 毫無疑問。他們不對規定的準備狀態負責。該委員會於1942年1月28日向國會提交了調查結果。除羅伯茨大法官外，該委員會的成員還包括威廉·H·斯坦德利海軍上將、約瑟·李維海軍上將、弗蘭克·R·麥考伊將軍和約瑟夫·T·肯尼迪將軍。該委員會是一個事實調查委員會，並非肖特或金梅爾的軍事法庭。
根據一些聲稱，該報告得出結論，日本外交官和具有日本血統的人參與了導致襲擊的廣泛間諜活動，並以此為由監禁日裔美國人。報告中含糊地提到「日本領事代理人和其他與日本外交部門沒有公開關係的人」向日本傳遞情報。然而，這些所謂的「間諜」不太可能是日裔美國人，因為日本情報人員不信任他們的美國同行，更傾向於招募「白人和黑人」。雖然該報告沒有提及具有日本血統的美國人，但媒體和一些政客，如加州州長卡爾伯特·奧爾森，仍然利用該報告來詆毀日裔美國人並煽動公眾對他們的偏見。

## 第二屆羅伯茨委員會
同樣由總統任命的第二個羅伯茨委員會也以其主席，最高法院大法官歐文·羅伯茨而聞名。它成立的目的是協助美國陸軍保護在歐洲地區被盟軍佔領的具有文化價值的作品。該委員會的正式名稱是美國戰區藝術和歷史古蹟保護與搶救委員會。該委員會還編制了納粹侵占財產的清單。該委員會與被稱為紀念碑、美術和檔案的美國軍事計劃一起，致力於拯救和保護具有文化意義的物品。該委員會的運作時間為1943年至1946年。